# Tigerville
Tigerville es un lugar designado por el censo del condado de Greenville en el estado estadounidense de Carolina del Sur. Se encuentra al norte de Taylors, al noreste de Travelers Rest, y al noroeste de Greer. Universidad del Norte de Greenville es una institución privada de educación superior afiliada a la Convención Bautista del Sur que se encuentra en Tigerville.